# Dirk Krüger (Volkswirt)
Dirk Krüger (* 29. April 1970) ist ein deutscher Ökonom und Professor für Volkswirtschaftslehre. Er forscht und lehrt an der University of Pennsylvania, in Philadelphia, Pennsylvania in den USA.

## Ausbildung
Nach dem Studium der Volkswirtschaftslehre in Bielefeld (Diplom-Volkswirt 1995) promovierte Krüger an der University of Minnesota (Ph. D. Economics 1999 bei Edward C. Prescott, Nobelpreisträger 2005).

## Berufliche Tätigkeiten
Von 1999 bis 2004 war Dirk Krüger als Assistant Professor of Economics sowohl an der Stanford University, Stanford, Kalifornien als auch an der University of Pennsylvania tätig.
Im Jahr 2004 wechselte Dirk Krüger als Professor (C4) für Volkswirtschaftslehre, insbesondere Makroökonomik am Fachbereich Wirtschaftswissenschaften an die Johann-Wolfgang-Goethe-Universität Frankfurt am Main und ging 2006 als Associate Professor mit Tenure-Vertrag erneut an die University of Pennsylvania. Er ist zur Zeit Walter H. and Leonore C. Annenberg Professor in the Social Sciences und Professor of Economics an der University of Pennsylvania sowie Editor der International Economic Review.

## Auszeichnungen
- 1822-Universitätspreis für exzellente Lehre der Johann Wolfgang Goethe-Universität Frankfurt am Main (1. Preis, 15.000 Euro Preisgeld)
- Annual Economics Outstanding Teaching and Advising Prize 1999-2000, Stanford University, Department of Economics
- Kravis Undergraduate Teaching Award, Department of Economics, University of Pennsylvania, 2008 und 2021